# (4356) Marathon
(4356) Marathon est un astéroïde de la ceinture principale.

## Description
(4356) Marathon est un astéroïde de la ceinture principale. Il fut découvert par Cornelis Johannes van Houten et Tom Gehrels le 17 octobre 1960 à l'observatoire Palomar. Il présente une orbite caractérisée par un demi-grand axe de 2,8 UA, une excentricité de 0,19 et une inclinaison de 7,45° par rapport à l'écliptique.
Il fut nommé en référence à la ville de Marathon, ville grecque, site de la bataille de Marathon, un des épisodes des Guerres médiques.

## Compléments